# Oberholzhausen (Haina)
Oberholzhausen ist der westlichste Ortsteil der Gemeinde Haina (Kloster) im nordhessischen Landkreis Waldeck-Frankenberg.

## Geographie
Das Dorf liegt am Oberlauf des Holzbaches im nordöstlichen Teil des Burgwaldes. Nachbarorte sind Willersdorf im Nordwesten, Mohnhausen im Nordosten und Lehnhausen im Südosten.

## Geschichte

### Ortsgeschichte
Die Erwähnung von Oberholzhausen  in einer Urkunde des Klosters Haina mit der Datierung 1144 wird als Fälschung angesehen.
Als älteste bekannte und gesicherte Erwähnung als Holzhusen gilt die Urkunde des Klosters Haina aus dem Jahr 1215.
Hessische Gebietsreform (1970–1977)
Im Zuge der Gebietsreform in Hessen wurde die bis dahin selbstständige Gemeinde Oberholzhausen zum 1. Juli 1971, freiwillig mit fünf weiteren Gemeinden, in die Gemeinde Haina/Kloster (damalige Schreibweise) als Ortsteil eingegliedert.
Für Oberholzhausen wurde wie für die übrigen Ortsteile von Haina (Kloster) ein Ortsbezirk mit Ortsbeirat und Ortsvorsteher nach der Hessischen Gemeindeordnung eingerichtet.

### Bevölkerung
Einwohnerstruktur 2011
Nach den Erhebungen des Zensus 2011 lebten am Stichtag dem 9. Mai 2011 in Oberholzhausen 108 Einwohner. Darunter waren 3 (2,8 %) Ausländer.
Nach dem Lebensalter waren 18 Einwohner unter 18 Jahren, 45 waren zwischen 18 und 49, 18 zwischen 50 und 64 und 27 Einwohner waren älter.
Die Einwohner lebten in 45 Haushalten. Davon waren 12 Singlehaushalte, 15 Paare ohne Kinder und 15 Paare mit Kindern, sowie 3 Alleinerziehende und keine Wohngemeinschaften. In 15 Haushalten lebten ausschließlich Senioren und in 27 Haushaltungen leben keine Senioren.
Einwohnerentwicklung
- 1577: 19 Hausgesesse[1]
- 1747: eine Haushaltungen[1]

| Oberholzhausen: Einwohnerzahlen von 1834 bis 2019 | Oberholzhausen: Einwohnerzahlen von 1834 bis 2019 | Oberholzhausen: Einwohnerzahlen von 1834 bis 2019 | Oberholzhausen: Einwohnerzahlen von 1834 bis 2019 | Oberholzhausen: Einwohnerzahlen von 1834 bis 2019 |
| --- | ------------------------------------------------- | ------------------------------------------------- | ------------------------------------------------- | ------------------------------------------------- |
| Jahr |                                                   |                                                   |                                                   | Einwohner                                         |
| 1834 | 1834                                              |                                                   | 97                                                | 97                                                |
| 1840 | 1840                                              |                                                   | 115                                               | 115                                               |
| 1846 | 1846                                              |                                                   | 104                                               | 104                                               |
| 1852 | 1852                                              |                                                   | 114                                               | 114                                               |
| 1858 | 1858                                              |                                                   | 106                                               | 106                                               |
| 1864 | 1864                                              |                                                   | 115                                               | 115                                               |
| 1871 | 1871                                              |                                                   | 117                                               | 117                                               |
| 1875 | 1875                                              |                                                   | 115                                               | 115                                               |
| 1885 | 1885                                              |                                                   | 104                                               | 104                                               |
| 1895 | 1895                                              |                                                   | 123                                               | 123                                               |
| 1905 | 1905                                              |                                                   | 127                                               | 127                                               |
| 1910 | 1910                                              |                                                   | 125                                               | 125                                               |
| 1925 | 1925                                              |                                                   | 110                                               | 110                                               |
| 1939 | 1939                                              |                                                   | 111                                               | 111                                               |
| 1946 | 1946                                              |                                                   | 178                                               | 178                                               |
| 1950 | 1950                                              |                                                   | 167                                               | 167                                               |
| 1956 | 1956                                              |                                                   | 119                                               | 119                                               |
| 1961 | 1961                                              |                                                   | 111                                               | 111                                               |
| 1967 | 1967                                              |                                                   | 123                                               | 123                                               |
| 1980 | 1980                                              |                                                   | ?                                                 | ?                                                 |
| 1990 | 1990                                              |                                                   | ?                                                 | ?                                                 |
| 2000 | 2000                                              |                                                   | ?                                                 | ?                                                 |
| 2011 | 2011                                              |                                                   | 108                                               | 108                                               |
| 2019 | 2019                                              |                                                   | 107                                               | 107                                               |
| Datenquelle: Historisches Gemeindeverzeichnis für Hessen: Die Bevölkerung der Gemeinden 1834 bis 1967. Wiesbaden: Hessisches Statistisches Landesamt, 1968. Weitere Quellen: LAGIS; Gemeinde Haina (Kloster); Zensus 2011 |                                                   |                                                   |                                                   |                                                   |

Religionszugehörigkeit
| • 1895: | 104 evangelische (= 100 %) Einwohner                                  |
| • 1961: | 100 evangelische (= 90,09 %), sieben katholische (= 6,31 %) Einwohner |